# Haut-Léon Communauté
Haut-Léon Communauté est une communauté de communes française, créée au 1er janvier 2017 et située dans le département du Finistère, en région Bretagne. Son siège est à Saint-Pol-de-Léon.

## Histoire
La communauté de communes est créée au 1er janvier 2017 par arrêté préfectoral du 26 octobre 2016. Elle est formée par fusion de la communauté de communes de la Baie du Kernic et de la communauté de communes du Pays Léonard.

## Géographie

### Intercommunalités limitrophes
|                                       | Mer Manche                                    |                    |
| Communauté Lesneven Côte des Légendes | Haut-Léon Communauté                          |                    |
|                                       | Communauté de communes du Pays de Landivisiau | Morlaix Communauté |

## Administration
| Période      | Période      | Identité      | Étiquette | Qualité                                  |
| ------------ | ------------ | ------------- | --------- | ---------------------------------------- |
| janvier 2017 | juillet 2020 | Nicolas Floch | UDI       | Maire de Saint-Pol-de-Léon (depuis 2008) |
| juillet 2020 | En cours     | Jacques Edern | DVG       | Maire de Sibiril (depuis 2001)           |

## Listes des communes
La communauté de communes est composée des 14 communes suivantes :

| Nom                       | Code Insee | Gentilé                       | Superficie (km2) | Population (dernière pop. légale) | Densité (hab./km2) |
| ------------------------- | ---------- | ----------------------------- | ---------------- | --------------------------------- | ------------------ |
| Saint-Pol-de-Léon (siège) | 29259      | Saint-Politains               | 23,43            | 6 841 (2022)                      | 292                |
| Cléder                    | 29030      | Clédérois                     | 37,44            | 3 582 (2022)                      | 96                 |
| Île-de-Batz               | 29082      | Batziens-Îliens (ou Batziens) | 3,05             | 457 (2022)                        | 150                |
| Lanhouarneau              | 29111      | Lanhouarnéens                 | 17,69            | 1 294 (2022)                      | 73                 |
| Mespaul                   | 29148      | Mespaulitains                 | 11,48            | 935 (2022)                        | 81                 |
| Plouénan                  | 29184      | Plouénanais                   | 30,64            | 2 588 (2022)                      | 84                 |
| Plouescat                 | 29185      | Plouescatais                  | 14,79            | 3 549 (2022)                      | 240                |
| Plougoulm                 | 29192      | Plougoulmois                  | 18,37            | 1 761 (2022)                      | 96                 |
| Plounévez-Lochrist        | 29206      | Plounévéziens                 | 39,54            | 2 285 (2022)                      | 58                 |
| Roscoff                   | 29239      | Roscovites                    | 6,19             | 3 318 (2022)                      | 536                |
| Santec                    | 29273      | Santécois                     | 8,06             | 2 435 (2022)                      | 302                |
| Sibiril                   | 29276      | Sibirilois                    | 11,47            | 1 154 (2022)                      | 101                |
| Tréflaouénan              | 29285      | Tréflaouénanais               | 8,16             | 523 (2022)                        | 64                 |
| Tréflez                   | 29287      | Tréfléziens                   | 15,76            | 984 (2022)                        | 62                 |

## Démographie
| 1968   | 1975   | 1982   | 1990   | 1999   | 2006   | 2009   | 2010   | 2011   |
| ------ | ------ | ------ | ------ | ------ | ------ | ------ | ------ | ------ |
| 35 227 | 33 801 | 33 064 | 31 972 | 30 940 | 32 136 | 32 313 | 34 607 | 32 087 |

| 2016   | 2017   | 2018   | - | - | - | - | - | - |
| ------ | ------ | ------ | - | - | - | - | - | - |
| 31 517 | 31 601 | 31 610 | - | - | - | - | - | - |